# عملية الخالصة
عملية الخالصة، عملية فدائية نفذتها الجبهة الشعبية لتحرير فلسطين - القيادة العامة في فلسطين في 11 أبريل 1974. اقتحمت فيها مجموعة من مقاتلي الجبهة الشعبية لتحرير فلسطين – القيادة العامة مستعمرة كريات شمونة شمالي فلسطين والتي تقع بالقرب من قرية الخالصة الفلسطينية في سهل الحولة التابعة لقضاء صفد، وسيطرت على مدرسة وبناية تتكون من /15/ شقة واحتجزت عدداً من الرهان الإسرائيليين بعد معركة مع قوة إسرائيلية.

## المطالب والتفاوض
تقدم الفدائيون بطلب الإفراج عن مائة من الأسرى الفدائيين المعتقلين في السجون الإسرائيلية حسب قدمهم في الأسر منذ 1966، ومن بينهم الفدائي الياباني كوزو أوكاموتو المحكوم عليه بالسجن المؤبد والمشارك في عملية مطار اللد عام 1972.
رفضت سلطات الاحتلال الإسرائيلية مطالب الفدائيين، وعززت قواتها في المستعمرة، ثم شنّت هجوماً على المبنى الذي يحتجز فيه الرهائن. وجرت معركة عنيفة بين مقاتلي الوحدة الفدائية وقوات العدو. وقد نفذّ الفدائيون إنذارهم وقاموا بتفجير المبنى بعد أن زرعوا العبوات الناسفة في أماكن مختلفة منه.

## المنفذون
أسفرت العملية عن استشهاد الفدائيين الثلاثة ومقتل 19 إسرائيلياً وجرح 15 آخرين إضافة إلى الخسائر المادية.
أسماء الأبطال:
- ياسين موسى فزاع الموزاني الموسوي (أبو هادي) جنوب العراق، مواليد عام 1947 (قائد العملية الفدائية)
- منير المغربي (أبو خالد)، فلسطيني من مواليد عام 1954
- أحمد الشيـخ محمود، من حلب، مواليد عام 1954
- استشهدوا في 11-4-1974 داخل مستوطنة كريات شمونة.

## بيان القيادة العامة
مختصر عملية الخالصة وفق رواية الجبهة الشعبية القيادة العامة:
في 11-4-1974 اقتحمت مجموعة من مقاتلي الجبهة الشعبية لتحرير فلسطين– القيادة العامة مستعمرة كريات شمونة شمالي فلسطين، وسيطرت على مدرسة وبناية تتكون من -15- شقة واحتجزت عدداً من الرهان الإسرائيليين بعد معركة مع قوة إسرائيلية.
- تقدم الفدائيون بطلب الإفراج عن مائة من الأسرى الفدائيين المعتقلين في السجون حسب قدمهم في الأسر منذ 1966، ومن بينهم الفدائي الياباني كوزو اوكاموتوا المحكوم عليه بالسجن المؤبد والمشارك في عملية مطار اللد عام 1972.
- رفضت سلطات الاحتلال الإسرائيلية مطالب الفدائيين، وعززت قواتها في المستعمرة، ثم شنّت هجوماً على المبنى الذي يحتجز فيه الرهائن. وجرت معركة عنيفة بين مقاتلي الوحدة الفدائية وقوات العدو. وقد نفذّ الفدائيون إنذارهم وقاموا بتفجير المبنى بعد أن زرعوا العبوات الناسفة في أماكن مختلفة منه.
- أسفرت العملية عن استشهاد الفدائيين الثلاثة ومقتل 18 إسرائيلياً وجرح 15 آخرين إضافة إلى الخسائر المادية.

- خلّفت عملية الخالصة ردود فعل عنيفة داخل الكيان الصهيوني، وأثبتت عجز الإجراءات الأمنية التي تتخذها السلطات الإسرائيلية عن مواجهة عمليات المقاومة الفلسطينية، وتقدمت كتلة ليكود المعارضة يومئذ في الجلسة التي عقدتها الكنيست الإسرائيلية لمناقشة أبعاد العملية في 17/4/1974، ببيان انتقدت فيه الحكومة الإسرائيلية واتهمتها بالتقصير.

## اليوميات الفلسطينية لعملية الخالصة

### الجمعة 12 نيسان «إبريل» 1974
اقتحمت مجموعة من مقاتلي القيادة العامة مستعمرة كريات شمونة شمالي فلسطين، وسيطرت على مدرسة وبناية تتكون من 15 شقة واحتجزت عدداً من الرهائن الإسرائيليين بعد معركة مع قوة إسرائيلية.
نشرت صحيفة «إلى الأمام» الناطقة باسم القيادة العامة في عددها الصادر بعد العملية، تفصيلات عملية الخالصة فقد نقلت المجلة عن مصدر مسؤول في الجبهة بان إحدى وحداتها الاستشهادية في داخل فلسطين المحتلة قامت بعملية اقتحام لمستعمرة كريات شمونة وبعد اشتباك مع قوات الأمن الإسرائيلية نجح عناصر المجموعة في احتـلال مدرسة كورشك وبناية سكنية واحتجزوا عددا من الرهائن. وقد حذرت الج. ش. ق. ع السلطات الإسرائيلية من أن أية محاولة لاقتحام هذين المبنيين ستعرض حياة الرهائن للخطر. وصرح مصدر مسؤول الـ ج.ش. ق. ع بان الجبهة تنفي ادعـاء إسرائيل نفيا قاطعا من أن المجموعة المقاتلة قدمت من لبنان وتؤكد أن المجموعة هي من المجموعات العاملة في الأراضي المحتلة. وقد وجه أحمد جبريل، الأمين العام ل ج. ش. ق. ع، إلى كافة المقاتلين في الجبهة وفي حركة المقاومة الفلسطينية نداء عاهد فيه الشهداء على المضي بنفس الدرب. وذكرت الصحيفة أسماء فدائيي العملية وهم منير المغربي (أبو خالد) فلسطيني من مواليد 1954، احمد الشيـخ محمود، حلب، من مواليد 1954، ياسين موسى فزاع الحوزاني (أبو هادي) جنوب العراق ـ 1954 استشهدوا في 11-4-1974 داخل مستوطنة كريات شمونة. وذكرت «وفا» أن الفدائيين الفلسطينيين استشهدوا في مستعمرة كريات شمونة في شمال فلسطين وكان الفدائيون قد هاجموا مستعمرة كريات شمونة حيث احتلوا بنايتين واحتجزوا بعض الرهائن بعد اشتباك مع الإسرائيليين وقد وجه الفدائيون للإسرائيليين بيانا طالبوا فيه.

### مطالب الفدائيين
1. إطلاق سراح مائة أسير فلسطيني مقابل إطلاق الرهائن المحتجزة. وعلى رأسهم كوزو أوكاموتو، فدائي ياباني اشترك في عملية مطار اللد، والفدائيات الفلسطينيات وفي مقدمتهن عايدة عيسى سعد فدائية من غزة، والفدائيين الجرحى والمصابين وبعض الأسرى الفدائيين حسب أقدميتهم في الأسر منذ العام 1966.
2. أن يتم ترحيل الأسرى إلى اقرب بلد عربي مجاور.
3. أن يتم ذلك خلال ست ساعات. وأضافت «وفا» أن الفدائيين الثلاثة وزعوا خلال هجومهم منشورات باللغة العربية والعبرية بين الإسرائيليين قالوا في الأول "لا يمكن لنا أبدا أن نقبل بتواجدكم الاستعماري الاستيطاني وإننا نحب السلام ونحارب من اجله " وأضاف البيان الأول مخاطبا الإسرائيليين " أمامكم خياران إما الرحيل أو الموت فارحلوا لنعيش بسلام وانبذوا قيادتكم التي اختارت لكم الموت خدمة لأهدافها ". وجاء في البيان العبري" إن الهدف المركزي لنضالاتنا هو إقامة دولة فلسطينية ديمقراطية على كل التراب الفلسطيني ". وقد عقدت الـ ج. ش. ق. ع مؤتمرا صحفيا ففي بيروت، تكلم فيه أبو العباس، الناطق الرسمي باسم الجبهة آنذاك، ونفذتها إحدى خلايا الداخل على رغم انتماء الشهداء الثلاثة إلى ثلاثة أقطار".
قادرون على ضرب «تل أبيب» لكن الخالصة أقدم وأكبر مستعمرة حدودية في الجليل الأعلى الشرقي:
وقد ابرز أبو العباس بطاقة هوية إسرائيلية وقال «إن الفدائيين الثلاثة استخدموا بطاقات كهذه للوصول إلى كريات شمونه (الخالصة) كما استعانوا بأشياء أخرى إسرائيلية الصنع ما عدا أسلحتهم. أضاف أبو العباس» أننا قادرون على ضرب تل أبيب لكن الخالصة أقدم وأكبر مستعمرة حدودية في الجليل الأعلى الشرقي. وهذه المستعمرة تمثل حاجز آمن لسكان إسرائيل فلا يمكن اعتبار سكان المستعمرات الحدودية مدنيين. وضربنا هذه المستعمرة يؤكد مطالبتنا «نحن حريصون على الحفاظ على ارض لبنان والمقاومة وهي تتعلق بعمليات القشرة». وذكرت «وفا» إن مصدرا مسؤولا في الـ ج. ش. ق. ع صرح بان ما تردد في بقض الأوساط الصحفية والذي يفهم منه إن ما قاله أبو العباس في مؤتمره الصحفي اليوم مقصود به الإساءة إلى ياسر عرفات (أبو عمار) فان الجبهة تؤكد أنها ملتزمة بـ م. ت. ف ومجلسها الوطني وبرنامجها السياسي وإنها تعتبر أبو عمار هو قائد الثورة الفلسطينية. وفي إسرائيل أدلى شلومو هيلل، وزير الشرطة الإسرائيلـي، بحديث للإذاعة الإسرائيلية حذر لبنان ودعاه إلى أن يصفي فورا كل مخيمات الفدائيين وقواعدهم في أراضيه. وقال هيلل «إن إسرائيل ستتخذ كل الإجراءات الضرورية لتضع حدا لهجمات الفدائيين عليها من الأراضي اللبنانية». وزاد «أن في إمكان لبنان أن يضع حدا لنشاطات الفدائيين كما فعل الأردن في العام 1970» واضاف هيلل «أن الطريقة التي سيتصرف بها لبنان ستحدد رد الفعل الإسرائيلي على عمليات كعملية كريات شمونة» وفي بيروت ذكرت «المحرر» أن تقي الدين الصلح قابل سفراء الدول الخمس الكبرى أعضاء مجلس الأمن لاطلاعهم على التهديدات الإسرائيلية ضد لبنان بعد عملية «كريات شمونة» لتحذير دولهم من أن هناك اعتداء على لبنان من إسرائيل. وعقب انتهاء المقابلة صرح الصلح للصحفيين فقال «إننا ابلغنا سفراء الدول رأينا وموقفنا محذرين من النيات العدوانية التي لا تبيتها إسرائيل بل تعلنها». وذكرت الإذاعة الإسرائيلية أن يوسف تكواع، سفير إسرائيل في الأمم المتحدة أرسل مذكرة إلى كورت فالدهايم، السكرتيـر العام للأمم المتحدة، اشتكى فيها لبنان، واتهمه بمسؤولية حادث كريات شمونة. وقال تكواع إن دولا عربية أخرى تؤيد مثل هذه الأعمال وتقدم للمقاومة مساعدات. وتحدث كمال جنبلاط لصحيفة «المحرر» عن عملية الخالصة فقال «إننا نفضل أن تبقى المنظمات الفلسطينية مستمرة في تمسكها بالقرار الذي اتخذتــه وذلك بعدم الانطلاق من الأراضي اللبنانية إلى الأراضي المحتلة». وأضاف جنبلاط «أن العمليات الفدائية يجب أن تنفذ في عمق الأراضي المحتلة وعلى بعد كاف من حدود لبنان الجنوبية لان إسرائيل تتذرع دائما عند وقوع مثل هذه العمليات بقربها من الأراضي اللبنانية لشن الاعتداءات على قرى الجنوب». وعلى الصعيد الداخلي في إسرائيل فقد ذكرت الإذاعة الإسرائيلية أنه شيع في كريات شمونة جنازة سكان البلدة وعددهم 16 شخصا الذين كانوا قد قتلوا بالهجوم الفدائي عليها. وقد دعا اتحاد الكنس ولجنة حماية المقدسات الإسرائيلية جميع الوافدين على الكنس في إسرائيل إلى تلاوة الصلوات عن أرواح قتلى كريات شمونة وذكرت الإذاعة أن رؤساء البلديات بعثوا ببرقيات تعاز إلى عائلات القتلى في كريات شمونة وقال تيدي كوليك رئيس بلدية القدس، «إن القدس مستعدة لان تقدم لكم المساعدة المطلوبة، رجاء لا تترددوا في التوجه إلينا». أضافت الإذاعة إن يوسف بورغ على اتصال دائم مع المجلس المحلي في كريات شمونه كلمات رثاء وذلك بسبب التقاليد الخاصة بشهر نيسان (إبريل). وقالت الإذاعة إن جماعة من مخمني ضريبة الأملاك في إسرائيل توجهت من حيفا إلى كريات شمونة لتخمين الأضرار التي أصابت المساكن التي تضررت من العملية، وان ضريبة الأملاك ستحاول ترميم المساكن وشراء مساكن أخرى إذا اقتضت الضرورة. ومن واشنطن نقلت الإذاعة الإسرائيلية أن نحو مائة ممثل من المنظمات اليهودية تظاهروا أمام سفارة لبنان في واشنطن احتجاجا على «المجزرة في كريات شمونة».

## ردود الأفعال على عملية الخالصة
- 12/4/1974 «زهير محسن» أدلى بحديث لـ صحيفة «الحياة» اللبنانية أشاد فيه بالعملية الفدائية في «كريات شمونه». كما أشار إلى قضية الأسيرين الإسرائيليين المحتجزين في لبنان فحذر لبنان من «إن العلاقات بين سوريا ولبنان مقدمة على توتر إذا لم يتم تسليم الأسيرين لسوريا».
- 12/4/1974 «وفاء» ذكرت أن السلطات الإسرائيلية قامت خلال اليومين الماضيين بحملة في الخليل لمحو الشعارات الثورية التي كتبها المواطنون بالدهان على جدران عدد من الأبنية في المدينة.
- 12/4/1974 «الإذاعة الإسرائيلية» ذكرت أن أبا إيبان صرح «انـه يؤدي المسعى لاعادة تأليف الحكومة خلال وقت قصير بدون حل الكنيست» وعن عملية كريات شمونه قال ايبن «انه اتضح الآن لجميع العالم ما هو طابع منظمات التخريب».
- 13/4/1974 «الإذاعة الإسرائيلية» ذكرت أن وحدات من الجيش الإسرائيلي زحفت على ست قرى بمحاذاة خط وقف إطلاق النار في جنوب لبنان، وقد نسفت القوات الإسرائيلية المغيرة عددا من المباني بعد أن أخلتها كليا من السكان، وخلال العملية لم تحصل أية مقاومة من الجيش اللبناني الذي انسحب من المنطقة، أضافت الإذاعة أن القوات الإسرائيلية عادت بدون إصابات، وقد شملت يارون، والظهيرة. وزادت الإذاعة بأن موشيه دايان والعميد يتسحاق حوفي، القائم بأعمال رئيس الأركان الإسرائيلي، والعميد مردخاي غور، قائد المنطقة الشمالية، تابعوا عن كثب سير العملية. ومن الجانب اللبناني فقد ذكرت صحيفة «الأنوار» اللبنانية أن القوات الإسرائيلية قامت فجر اليوم بعدوان على القرى الأمامية في الجنوب، فقد دخلت القوات الإسرائيلية إلى هذه القرى ونسفت عدة منازل بعد أن قامت بقصف للمناطق الممتدة من الحاصباني حتى راشيا الفخار وشويا. وأشارت «المحرر» إلى أنه لم تتوافر أية معلومات إضافية عن العدوان أو عدد المنازل التي نسفت، وقالت مصادر عسكرية لبنانية وفدائية فلسطينية في بيروت وصيدا ومرجعيون أن لا تفاصيل لديها. وبعد العملية تحدث موشيه ديان لوكالات الأنباء والصحفيين في تل أبيب بعد مرور ساعات قليلة على العدوان الإسرائيلي على جنوب لبنان فوجه تحذيرا إلى لبنان ووصف العملية بأنها «لم تكن عملية انتقامية بل كانت ذات هدف سياسي أكثر منها ذات هدف عسكري». وزاد إذا سمحت الحكومة اللبنانية لمقرات قيادة الإرهابيين بالتمتع بحريتها وتسهيلاتها في بيروت، وبان يعبر هؤلاء الحدود ليلا إلى إسرائيل فاعتقد أن جزءا كبيرا من لبنان سيصبح مدمرا ومهجورا في نهاية الأمر «. أفادت وكالات الأنباء أن ديان حث الحكومة اللبنانية على أن تقيد الفدائيين وقال» على الشعب اللبناني أن يتعاون في ذلك وإلا لن يتمكن شعب جنوب لبنان من العيش. وسيدمر الإسرائيليون بيوتهم. وقال اللواء يتسحاق حوفي أن القوات الإسرائيلية عبرت الحدود الجبلية على الأقدام إلى القرى التي تقصدها وان المغيرين نسفوا 20 بيتا، منها عشرة وبئر ماء في الطيبة وحدها نظرا إلى الاشتباه بـان سكانها فدائيون أو من الذين يساعدونهم. وقال حوفي انه تم إحضار نحو عشرة أشخاص بينهم دركي لبناني إلى إسرائيل لاستجوابهم. وقال ديان انه يشتبه بأن الأسرى تعاونوا مع الإرهابيين في عملية الخالصة. وانذر ديان بان «كل أسير تثبت علاقته بعملية كريات شمونه سيعاقب» وحمل ديان على أحمد جبريل الذي قام فدائيو منظمته بالهجوم على كريات شمونه ووصفه بأنه «قاتل» وقال«إنني متأكد من أن مقر جبريل في بيروت أو في مكان آخر هناك وليس لدي أي شك في أن حكومة لبنان تعرف أين تجده وتجد جماعته». وزاد ديان «إننا نريد أن يسود السلام جانبنا من الحدود». وأتضاف ديان «إن الغارة الإسرائيلية لم تكن انتقاما فلا يمكن أن يكون هناك انتقام يناسب ما حدث في كريات شمونه». ومن جهة ثانية فقد ذكرت النهار أن تقي الدين الصلح أعلن بعد اجتماع عقد في قصر بعبدا للصحفيين «انه من الطبيعي أن يكون كل منا متأهبا في مركزه وان يشعر كل مواطن لبناني بالمسؤولية لأننا لا نعرف مكان أي عدوان إسرائيلي ونأمل في أن يعود العدو إلى صوابه». وعلى صعيد الأمم المتحدة ذكرت«رويترز» أن ناطقا بلسان الأمم المتحدة أكد اليوم أن لبنان دعا إلى اجتماع لمجلس الأمن للبحث في الغارة التي شنتها إسرائيل على عدد من القرى في جنوب لبنان.
- 13-4-1974 ردود الفعل العالمية على عملية الخالصة التي قام بها فدائيو ج. ش. ق. ع كانت كما يلي: في واشنطن، شجب ناطق رسمي باسم الحكومة الأميركية العملية ووصفها «بأنها مجزرة وحشية ضد مدنيين أبرياء». وفي لندن نددت الحكومة البريطانية بالعملية وقال ناطق بلسان الخارجية «إننا نندد بهذا العمل الوحشي وان أعمال العنف من هذا النوع من أية جهة جاءت لا يمكن إلا أن تكون نكسة للتسوية السلمية التي نرغب كلنا في أن تتحقق». أما في بون فقد علق الناطق باسم الحكومة على العملية فقال«إن الحكومة تأسف لإراقة الدماء واعمال العنف دون النظر إلى الجهة التي تقع فيها». وفي الفاتيكان ندد البابا بولس السادس بالهجوم ووصفه بأنه «عمل عنف سيئ يستحق التأنيب». وقد ذكرت الإذاعة الإسرائيلية أن زعماء حزب ماكي أرسلوا برقيات للأحزاب الشيوعية والمنظمات اليسارية في العالم طالبوا فيها بشجب المنظمات الفلسطينية التي تنادي بالوسائل والأهداف المشابهة لتلك «المنظمة المسؤولة عن جريمة كريات شمونه». وأضاف ماكي «أن لإسرائيل الحق الكامل في الدفاع عن النفس مقابل مثل هؤلاء الأعداء».
- 13-14/4/1974 «النهار» ذكر أن الوفد اللبناني في مجلس الأمن وجه إلى طالب شبيب، رئيس مجلس الأمن لهذا الشهر، وإلى كورت فالدهايم رسالة رد فيها على الرسالة التي وجهها أمس جوزف تكواع، جاء فيها «أن تكواع ادعى في رسالته إن مجموعة من الإرهابيين عبرت الحدود الإسرائيلية ـ اللبنانية وشنت هجوما في كريات شمونه نتج عنه مقتل 18 من السكان ومقتل المهاجمين أنفسهم. إن الحكومة اللبنانية ليست في وضع يمكنها من أن تقرر ماذا حدث في تلك البلدة وكيف حدث ذلك. إن هذا حادث وقع خارج نطاق صلاحياتها. على أن الحكومة اللبنانية يعنيها الاتهام الخاطئ بان المهاجمين عبروا من الحدود اللبنانية إلى إسرائيل. إن رسالة تكواع، إضافة إلى البيان الذي أدلت به جولدا مئير في 11 نيسان (إبريل) 1974 في الكنيست الإسرائيلي، حاولا أن يجعلا حكومة لبنان وشعب لبنان مسؤولين عن التطورات التي حدثت في كريات شمونه. إن هذه ليست المرة الأولى التي تضع فيها حكومة إسرائيل المسؤولية على عاتق لبنان». وأضافت الرسالة «أن الحكومة اللبنانية ترغب في أن تؤكد انه لم يحدث أي تسلل على الإطلاق من لبنان على إسرائيل وإن الإجراءات التي اتخذها الجيش اللبناني تحول دون أي تسلل. وأكثر من ذلك فإن لدى لبنان تأكيدات من م. ت. ف. بأنها لا تقوم بأي عملية من داخل الحدود اللبنانية» وزادت الرسالة «أن ياسر عرفات وغيره من الممثلين الفلسطينيين يعلنون ويؤكدون أن المنظمات تقوم بأعمال المقاومة من داخل إسرائيل والأراضي المحتلة وبواسطة عناصر موجودة هناك». وأضافت الرسالة «انه لا يمكن تحميل لبنان أو الشعب اللبناني مسؤولية أعمال يقوم بها أناس غير لبنانيين ويعملون خارج لبنان سواء داخل إسرائيل أو خارجها». وقالت الرسالة «إن الرسالة الإسرائيلية تدعي أن القيادة العامة أصدرت بيانها حول العملية في بيروت وهذا خطأ فاضح لأن بيانين صدرا خارج لبنان الأول في أوروبة والأخر في الشرق الأوسط». وذكرت «النهار» قالت إن مصادر رسمية في مجلس الأمن ذكرت أن بعض الدول الغربية بما فيها الولايات المتحدة تسعى إلى إقناع إسرائيل بعدم القيام برد انتقامي على لبنان بسبب عملية كريات شمونه. وأضافت المصادر إن مجلس الأمن يقف مع ذلك في حالة استعداد للانعقاد في أي لحظة إذا ما حدث تطور جديد كاعتداء على الأراضي اللبنانية.
- الأحد 14 نيسان «إبريل» 1974 «وفاء» ذكرت أن مسيرة جنائزية لفدائيي معركة الخالصة قامت في مخيم اليرموك بدمشق، حيث شارك فيها جميع فصائل المقاومة والتنظيمات الشعبية الفلسطينية بالإضافة لممثلين عن حزب البعث العربي الاشتراكي في سوريا. وقد ألقى محمود الخالدي، مدير مكتب م. ت. ف في دمشق، كلمة حيا فيها الشهداء. هذا وذكرت «النهار» أن القيادة العامة كررت تأكيدها أن العملية تمت من الداخل. وقال أبو العباس، الناطق الرسمي باسم الجبهة، انــه «إضافة إلى استحالة المرور من الحدود الجنوبية اللبنانية في هذه المرحلة والتزامنا بذلك فان طبيعة المراقبة الإسرائيلية للمناطق الحدودية تجعل من العبور مسألة مستحيلة. فالعناصر التي تريد أن تمر عليها أن تجتاز حاجزا أوليا، هم طريقا ترابيا معلما أخر مزروعا بالألغام. ثم حتى لو اجتازت المجموعة كل هذا، وهو أمر مستحيل، فستصطدم بحاجز آخر للألغام وسياج يطوق المستعمرة».
- 14/4/1974 «النهار» ذكرت أن قوة كومندوس إسرائيلية قدرت بأكثر من 600 جندي تسللت إلى ست قرى حدودية لبنانية موزعة في اقضية صور وبنت جبيل ومرج عيون ونسفت عددا من المنازل وخطفت عددا من المواطنين، وقد نتج عن العملية التي استمرت نحو ساعتين مقتل امرأة وابنتها وخطف 13 شخصا وتهديم محطة ضخ مياه جبل عامل في الطيبة و27 منـزلا وتحطيم سبع سيارات. هذا وذكرت «وفا» أن قيادة الثورة الفلسطينية قررت اعتبار الشهداء اللبنانيين الذين سقطوا نتيجة العدوان الصهيوني الغادر على قرى الجنوب شهداء للثورة الفلسطينية. أما صحيفة «الأنوار» اللبنانية فقد ذكرت أن الأحزاب والقوى الوطنية في لبنان أصدرت بيانا حول الاعتداءات الإسرائيلية الأخيرة على جنوب لبنان دعت فيه إلى تفويت الفرصة على إسرائيل ومنعها من قطف ثمار عدوانها في التأثير على صمود الجبهة الداخلية وتراصها، وعلى الأخوة اللبنانية الفلسطينية التي تنهض على قاعدة المصير الوطني المشترك. وذكرت «النهار» أن بيار الجميل أعلن في جلسة لمجلس النواب اللبناني معلقا على الاعتداء الإسرائيلي الأخير على جنوب لبنان فقال «إن العمل الفدائي يجب أن يظل مستترا وينطلق من كل أنحاء العالم لكن إمكانات لبنان المادية ـ وهذا السبب ليس معيبا ـ لا تسمـح له بأن يبني قدرة يدافع بها عن إخواننا الفلسطينيين المنطلقين من أرضه ولا حتى عن حدودنا».. هذا وذكرت «النهار» أن كبار المسؤولين اللبنانيين ما زالوا يعيشون في جو الترقب وإجراء الحسابات. وقالت أوساط حكومية لبنانية مطلعة أن الاتصالات التي أجريت لم تمكن المسؤولين من تكوين فكرة عما يمكن أن يحدث. والاعتداء الذي نفذ فجر السبت ضد عدد من القرى الحدودية لا تعتبره أكثرية المسؤولين خاتمة التهديدات الإسرائيلية. وأشارت الأوساط ذاتها إلى أن الأحاديث التي تبودلت في الاجتماعات الرسمية في اليومين الماضيين لم تنحصر في مناقشة الوسائل التي يمكن أن تلجأ إليها إسرائيل للانتقام بل تطرقت إلى تأثير العملية على الوضع في الجنوب. هذا وقد نقلت «النهار» عن الأوساط المطلعة تعليقا لـ تقي الدين الصلح جاء فيه «إن الوضع الداخلي عاد إلى الدوران في حلقة الأحداث الضخمة، وانه من الخطأ استباق الأمور والتكهن بالنتائج التي ستسفر عنها التطورات التي طرأت على الموقف». وفي هذا التعليق كما نقلته الأوساط اعترف الصلح بالمتاعب التي سيواجهها الحكم بعد الأحداث الجديدة وأعرب عن أمله في أن يقدر جميع الزعماء دقة الظروف التي نشأت وسيساعدوا الدولة على مواجهتها. وكتبت «النهار» في الموضوع نفسه فقالت إن قضية نزوح سكان قرى الحدود إلى بيروت وضواحيها كانت إحدى القضايا البارزة التي نوقشت في بعبدا انه خلافا للأخبار الرسمية التي وزعت عن التدابير الكفيلة بمواجهة النزوح لم تتخذ الحكومة أي إجراء. وكل ما جرى في بعبدا ينحصر في مطالبة فريق من رجال السياسة والموظفين بالاتصال بالأهالي ودعوتهم إلى البقاء في منازلهم.
- 14-15/4/1974 «العقيد معمر القذافي»، رئيس مجلس الثورة الليبية، تحدث للصحفيين في ليبيا عن مصر وسوريا وقضايا الوحدة وعن الحرب والتسوية. وعن عملية كريات شمونة «الخالصة» علق القذافي فقال «إن هذا العمل كان مطلوبا منذ زمن طويل، ولقد اخترق رجال المقاومة جدار الخوف للمرة الأولى.»
- 14-15/4/1974 "الإذاعة الإسرائيلية" ذكرت إن الحكومة الإسرائيلية خصصت جزءا من اجتماعها اليوم لمناقشة الأعمال التي ستقوم بها وزارات الحكومة المختلفة. وقد ابلغ بنحاس سابير الحكومة عن الأعمال التي نفذت والتي ستنفذ في «كريات شمونه» وحسب التخطيط كما قال سابير في وزارة المالية سيبلغ حجم الاستثمار الإجمالي في المدينة نحو ثمانين مليون ليرة منها 30 مليون ليرة سوف تستثمر في إقامة مركز طبي ظهرت الحاجة إليه خلال أحداث الأسبوع. وتحدث كذلك شلومو هيلل الذي نقل طلب سكان كريات شمونة القاضي بتوزيع السلاح على مسرحي الجيش. وذكرت الإذاعة الإسرائيلية أن يوسف تكواع تكلم في جلسة مجلس الأمن مساء أمس و "ذكر أسماء القتلى فيها وأعمار الأطفال الذين ذهبوا ضحية هذا العمل" ألقى المسؤولية على لبنان "الذي يشجع الفدائيين، وقد حذر تكواع الأعضاء في مجلس الأمن من الوقوع بخطأ. وقال "إن الأزمة الداخلية في إسرائيل لا تشير إلى ضعف الدولة وان إسرائيل قوية كما كانت عليه في السابق". وقد ذكرت مجموعة من المستوطنين الإسرائيليين في بلدة الخالصة قد نزحوا إلى داخل فلسطين المحتلة بعد العملية التي نفذها الفدائيون فيها.
- 15/4/1974 «رويترز» ذكرت أن قنبلة صغيرة انفجرت في المبنى الذي تقع فيه القنصلية اللبنانية في لوس أنجلس ولكن لم تحدث سوى أضرار طفيفة. وقال مجهول في مكالمة هاتفية أن القنبلة هي «انتقام من هجوم الفدائيين على كريات شمونه». «النهار» ذكرت إن مجلس الأمن بدا اليوم جلساته للبحث في شكوى لبنان ضد الاعتداءات والتهديدات الإسرائيلية. وقد بدأ فؤاد نفاع، وزير خارجية لبنان، جلسة مجلس الأمن بإلقاء خطاب طالب فيه المجلس باتخاذ الإجراءات الممكنة لتنفيذ القرارات التي اتخذت في السابق في صدد الاعتداءات الإسرائيلية على لبنان، وشدد نفاع على «إن عملية الخالصة لم تنطلق من لبنان وان لبنان يفعل ما في وسعه لمنع عمليات من هذا النوع ولكنها إذا تمت مع ذلك فان المسؤولية تقع على إسرائيل وحدها، لان لبنان ليس مكلفا الدفاع عن حدود إسرائيل». وزاد نفاع «إن إسرائيل تريد منا أن نصفي المقاومة الفلسطينية، أي أن نقوم بما تحاول إسرائيل أن تقوم به وعجزت وستظل عاجزة عن تحقيقه» وتحدث في الجلسة نفسها يوسف تكواع فقال«إن على الحكومة اللبنانية أن تمنع استخدام اراضيها لهجمات ضد إسرائيل». أضاف تكواع «إذا سمحت الحكومة اللبنانية لبلادها بان تصبح ارض عصابات فان من الواضح أن جيرانها سيعاملونها كأرض عصابات».وحمل على لبنان لتوقيعه «اتفاقات رسمية مع منظمات فدائية تتيح لها حرية العمل من لبنان» وكذلك تحدث هيثم كيلاني والمندوب السوري الدائم لدى الأمم المتحدة، الذي ندد بـ «إرهاب الدولة الذي تمارسه إسرائيل». هم تكلم إسماعيل فهمي فقال «على إسرائيل أن تختار بين الحرب والسلام». وان تصرفاتها «تهدد إمكانات السلام في إطار مؤتمر جنيف».
- الثلاثاء 16 نيسان «أبريل» 1974 «وفا» ذكرت أن عناصر إسرائيلية ألقت متفجرات على مبنى القنصلية اللبنانية في لوس أنجلوس. وقد أعلنت مصادر الشرطة هناك أن الانفجار تسبب في أضرار قدرت بـ 1500 دولار ولم يصب أحد من العاملين بأذى. وقالت «ي. ب» أن مجهولا اتصل قبل الانفجار هاتفيا وابلغ القنصلية بان قنابل ستنفجر واغلق الهاتف بعد أن ردد شعارات رابطة الدفاع اليهودية.
- 16/4/1974 «النهار» ذكرت أن مجلس الأمن تابع جلساته وقد علقت الصحيفة على ذلك بان اليوم كان يوم لبنان في مجلس الأمن وانه لم تطرح على المجلس حتى الآن أي صيغة كاملة لمشروع القرار، وان الدبلوماسية اللبنانية تحاول أن تحصل على تأييد إجماعي سلفا أي قبل أن تطرح اقتراحاتها للتداول. وقد تكلم في جلسة اليوم جاكوب مالك، رئيس الوفد السوفيتي وطالب المجلس بان يتخذ إجراءات فعالة لوقف أعمال قطاع الطرق هذه وان لا يكتفي فقط بالتنديد بأعمال القرصنة الإسرائيلية. وقال ريفوري ريتشارد، مندوب بريطانيا في الأمم المتحدة، «العنف لا يبرر العنف كما أن عملية تنظمها حكومة داخل ارض أجنبية لا يمكن تبريرها بموجب الميثاق مهما تكن الظروف». أما مندوبو فرنسه والصين وموريتانيا وإندونيسيا والكاميرون فقط نددوا جميعا بالهجوم الإسرائيلي.
- 17-4-1974 جنازة رمزية لشهداء عملية الخالصة الثلاثة أقيمت في بيروت. وقد تحولت الجنازة إلى تظاهرة انطلقت من أمام جامعة بيروت العربية وانتهت في مستديرة شاتيلا أمام مقبرة الشهداء حيث أقيم مهرجان خطابي. وكان على رأس المشيعين أحمد اليماني (أبو ماهر)، وأبو العباس، الناطــق بلســان الـ ج. ش. ت. ف ـ ق. ع، وقد ألقى أبو ماهر كلمة حيا فيها الشهداء الثلاثة وأعلن رفضه للحلول السلمية المطروحة وقال: "الحل الصحيح هو استمرار الثورة واستمرار تعبئة الجماهير ومقاومة كل الحلول وعدم الذهاب إلى جنيف وان نظل متمسكين بالبندقية " وقال أبو ماهر " إن م. ت. ف في ميثاقها الوطني تقول فلسطين لنا بكامل ترابها". وقال زاهر الخطيب نائب لبناني، أن استشهاد أبطال الخالصة كان ردا متكاملا ومطلقا على المضللين الذين قالوا بقومية المعركة ووحدة الصف العربي وأرادوا من وراء هذا الشعار ضرب حركة التحرر العربية".
- 17-4-1974 «ي. ب» ذكرت أن مشاورات غير رسمية جرت في الأمم المتحدة بين الدول الأعضاء في مجلس الأمن حول القرار المنتظر اتخاذه ضد العدوان الإسرائيلي على لبنان. وقد ذكرت صحيفة «الأنوار» اللبنانية أن فؤاد نفاع، وزير الخارجية اللبنانية، أعلن أمام مجلس الأمن الدولي «بأنه إذا كانت السلطات الإسرائيلية راغبة فعلاً في وضع حد لاعمـال العنف فأمامها طريق واحدة هي الاعتراف للشعب الفلسطيني بحقوقه الشرعية». وأضاف نفاع في خطابه أمام المجلس الذي بدأ مناقشة شكوى لبنان ضد إسرائيل فقال: «أود أن الفت نظر المجلس إلى انه في تمام اللحظة التي حدثت فيها مأساة قرية الخالصة وعلى الرغم من التصريحات المتحفظة والحذرة التي أدلى بها وزير الدفاع الإسرائيلي، في تلك اللحظة بالذات لن يتورع ولم تتورع رئيسة وزراء إسرائيل دون إجراء أي تحقيق ولو صوريا من أن يقفزوا فورا إلى إصدار حكم مبرم بإدانة الحكومة اللبنانية والشعب اللبناني وفي اليوم التالي قام الجيش الإسرائيلي بضرب السكان المدنييـن الأبرياء».
- 17/4/1974 وكالات الأنباء "ذكرت أن ارئيل شارون، أحد زعماء كتلة ليكود، وجه انتقادا شديدا في جلسة الكنيست إلى موشيه ديان بسبب ما وصفه بالقصور وعدم الاستعداد بين قوات الأمن على الخطوط الإسرائيلية الأمر الذي أتاح للفدائيين الثلاثة فرصة الهجوم على مستعمرة كريات شمونه. وقال شارون "إن حماية سكان المستعمرات هي مسؤولية الحكومة الإسرائيلية والجيش لا مسؤولية لبنان كما يحاول أن يؤكد ديان بان قدرة الفدائيين الثلاثة قدرة لا تصدق حقيقة".
- 17/4/1974 «الإذاعة الإسرائيلية» ذكرت أن مئات المتظاهرين من سكان كريات شمونة اقتحموا مدخل باحة الكنيست وجرى صراع بين حرس الكنيست وبين المتظاهرين الذين يحاولون اقتحام المبنى ويطالبون بان يواجهوا جميعا أعضاء الحكومة. وكذلك ذكرت الإذاعة أن مناحيم بيجن تحدث للمتظاهرين أمام مبنى الكنيست وحاول تهدئتهم وأعرب عن ثقته بان كل أعضاء الكنيست لن يهدءوا ولن يسكتوا حتى يتأكدوا أن هناك من يدافع عن البلدة. وأضافت الإذاعة انه جرى استقبال وفدين من المتظاهرين في مبنى الكنيست. وقد اجتمع شموئيل تمير، رئيس اللجنة الاقتصادية في الكنيسة، بوفد من متظاهري كريات شمونه وتسلم منهم مذكرة بمطالب السكان. وبعد المقابلة خاطب تمير المتظاهرين وقال: «لا أريد أن يقال أن هناك حروبا بين اليهود واليهود» وأطلعهم على قرار الكنيست وعلى الخطوات التي ستتخذ للاطلاع على الظروف في كريات شمونه. وذكرت الإذاعة في خبر آخر أن وجهاء دورزاً من قرى الجولان قدموا دعوة إلى وجهاء في كريات شمونه للاجتماع بهم لبحث القضايا التي أثيرت في أعقاب«المجزرة التي وقعت في البلدة». وأضافت الإذاعة بان العديد من سكان كريات شمونه أعلنوا عن معارضتهم لتشغيل دروز من قرى الجولان في أعمال البناء بحجة انه يحتمل أن يتعاونوا مع الفدائيين.
- 17/4/1974 وكالات الأنباء ذكرت أن جان فيليب لوكه، وزير الإعلام الفرنسي، قال في اجتماع لمجلس الوزراء الفرنسي في باريس أن الحكومة الفرنسية«تستنكر مذبحة كريات شمونة ولا تؤيد الإجراءات الانتقامية الإسرائيلية ضد لبنان».
- 18/4/1974 "الإذاعة الإسرائيلية" ذكرت أن افرايم كتسير زار كريات شمونه وقال "إن المأساة هي مأساة كل الشعب اليهودي وأننا أقسمنا ألا يستباح الدم اليهودي مرة أخرى". وأضافت الإذاعة أن كتسير أشاد بالطائفية الدرزية التي يخدم أبناؤها في صفوف الجيش الإسرائيلي. وقد اجتمع كتسير بـ كمال قاسم، مستشار وزير التجارة والصناعة لشؤون الاقليات، حيث قال قاسم "أن الطائفية الدرزية تمحض ولاءها لرابطة الام التي تربطها بالدولة الإسرائيلية" وقال: "إننا نعلم إن ضعاف العقول الحقوا أذى بأبناء الطائفة وأن هؤلاء يريدون أن يستغل أعداء إسرائيل هذا الظرف وإن من غير المنطق أن ينتقم أبناء كريات شمونة من أبناء حلفائهم والمدافعين عنهم" كما ذكرت الإذاعة الإسرائيلية أن نور الدين الحلبي قاضي المحكمة الدرزية في حيفا، تقدم بكتاب إلى موشيه ديان طالبه بالسعي لكي يتمكن مئات العمال الدروز في هضبة الجولان من العودة للعمل بسلام في كريات شمونة وأشار الحلبي في كتابه إلى أن الشباب الدروز يخدمون الدولة الإسرائيلية بإخلاص وأنه على استعداد أن يقدم جميع راتبه الشهري للجيش الإسرائيلي كما ذكرت الإذاعة أن أعضاء الدائرة العربية في المكتب التنفيذي التابع للهستدروت قرووا استئناف أعمال الدروز في كريات شمونه فوراً وقد قام يعقوب كوهن رئيس الدائرة العربية بنقل هذا القرار لوجهاء الطائفة الدرزية في هضبة الجولان وذكرت الإذاعة أن اللواء مردخاي جور رئيس الأركان الإسرائيلي، عاد كمال جبيش، جندي درزي أصيب خلال عملية «كريات شمونة» ويعالج في المستشفى الحكومي في صفد، كما ذكرت الإذاعة أن ابراهام الوني رئيس المجلس المحلي في كريات شمونه اجتمع بقادة وحدات الأقليات المرابطة في كريات شمونه وقالت الإذاعة أن الغاية من الاجتماع هي القيام بعمل مشترك لتهدئة الخواطر في أعقاب الغليان الذي طرأ بعد العملية الفدائية في كريات شمونه. «رويتر» ذكرت أن مجلس الأمن استأنف مناقشة الشكوى اللبنانية وخلال الجلسة طالب يوسف تكواع بإبعاد العراق عن رئاسة مجلس الأمن لهذا الشهر بسبب تأييده«لمذبحة كريات شمونه».
- 19-4-1974 «الإذاعة الإسرائيلية» ذكرت أن أهالي العفولة يتضامنون مع كريات شمونه فقد يحول اسم ساحة الاستقلال في المدينة إلى ساحة كريات شمونه طيلة شهر كامل.
- 20-4-1974 الإذاعة الإسرائيلية ذكرت أن ابراهام الوني، رئيس المجلس المحلي في كريات شمونه، اجتمع بوجهاء الدروز في قرية المغار في الجليل وقد جرت بين الطرفين مصالحة على إثر التوتر بين الدروز وسكان كريات شمونه بعد العملية الفدائية الأخيرة فيها، وأضافت الإذاعة بأن الوني وعد المجتمعين بإعادة العمال الدروز فوراً إلى أماكن عملهم في كريات شمونه حيث يبلغ عددهم 500 درزي من الجليل والجولان.
- «2-4-1974 و.ص.ف.» ذكرت أن أحمد جبريل الامين العام للقيادة العامة قابل جابر الأحمد رئيس الوزراء الكويتي وقد ذكر مصدر مطلع أن الاجتماع تناول الموقف العربي والفلسطيني على وجه خاص.
- 20-4-1974 «السفير» ذكرت أن التلفزيون الفرنسي خصص أحد برامجه لمقابلات أجراها مع شمعون بيرس وماجد أبو شرار مسؤول الإعلام الفلسطيني الموحد، وأحمد جبريل وقد قال بيرس «أن هناك ثلاثة أطراف تدعي تمثيل الشعب الفلسطيني وهذه الأطراف هي م.ت.ف. وزعماء الضفة الغربية وحسين بن طلال وإذا ما اخترنا فإننا سنختار الجانب الأردني» أما أبو شرار فقد أكد في حديثه بأننا «لن نتنازل عن حقوقنا التاريخية وحق شعبنا في إقامة سلطته الوطنية على أرض يتم انتزاعها من العدو» وتحدث أحمد جبريل فقال:«إننا لن نقبل بأية قطعة من الأراضي الفلسطينية ونريدها كاملة».
- 22-4-1974 «وفا» ذكرت أن فصائل المقاومة الفلسطينية نظمت أمس في مخيم البداوي مسيرة داخل المخيم تخليداً لأبطال عملية كريات شمونه.
- 23-4-1974 «وفا» ذكرت أن اشتباكات عنيفة وقعت خلال الأيام القليلة الماضية في شمال فلسطين المحتلة بين المواطنين العرب الدروز وبين المستوطنين الصهاينة في عدد كبير من المستوطنات والقرى. وجاء في تقرير لـ «وفا» من فلسطين المحتلة بأن موجة من السخط والغليان تجتاح أوساط المواطنين العرب الدروز في شمال فلسطين وذلك لقيام السلطات الإسرائيلية على إثر عملية الخالصة بالاعتداء على العمال العرب ومنعهم من العمل.
- 5-4-1974 «وفا» ذكرت أن المواطنين العرب الدروز في فلسطين المحتلة عقدوا أمس الأول اجتماعاً في عكا بشمال فلسطين. وقد حضر هذا الاجتماع وفود درزية من جميع القرى الفلسطينية الدرزية في شمال فلسطين. وشجب المجتمعون ما قامت به السلطات الإسرائيلية ضد المواطنين الدروز في الآونة الأخيرة وفي أعقاب عملية الخالصة ومن جهة ثانية فقد صرح الزعيم الروحي للدروز في هذا الاجتماع بأن إسرائيل عززت الحراسة في جميع المستوطنات والقرى بشمال فلسطين وتقوم باستفزاز المواطنين العرب خاصة في مدن حيفا وعكا وصفد والناصرة و«كريات شمونه».
- 25-4-1974 مجلس الأمن الدولي وافق على قرار يدين إسرائيل لخرقها سلامة لبنان الإقليمية ويدعوها إلى الامتناع عن القيام بعمليات عسكرية ضد لبنان وأدان القرار أيضاً كل أعمال العنف وخصوصاً تلك التي تنتج عنها خسائر مفجعة في أرواح المدنيين الأبرياء وذكرت«النهار» أن موافقة المجلس على هذا القرار جاءت بعد مشاورات خاصة جرت في الكواليس بين مختلف الأعضاء. ويدعو القرار إسرائيل إلى إطلاق المدنيين اللبنانيين الذين اعتقلتهم خلال عدوانها الأخير وإعادتهم إلى لبنان فوراً. وأفادت وكالات الأنباء بأن الوفد الإسرائيلي انسحب من مجلس الأمن إثر الاتفاق على هذا القرار احتجاجاً على قرار إدانة وعدم الإشارة إلى هجوم الفدائيين على كريات شمونه، وقد جرى التصويت على القرار فأيدته 13 دولة من أصل 15 ولم تشترك العراق والصين في المناقشات وذكرت وكالات الأنباء أن المراقبين في الأمم المتحدة يرون أن قرار مجلس الأمن الذي اتخذ الليلة الماضية رفع عن لبنان أي مسؤولية في العمليات الفدائية التي تقوم بها المقاومة الفلسطينية في الأراضي الإسرائيلية ويعتقد المراقبون أن هذا الموقف الدولي هو الذي دفع ممثل إسرائيل إلى الخروج غاضباً من الاجتماع. وأضافت الوكالات بأن بريطانية أعربت اليوم عن انطباعها بأن المجلس كان يجب أن يدين عملية كريات شمونه.

## أهمية العملية
لقد جاءت هزيمة حزيران 1967 لترسم ملامحها على أدب مرحلة من مراحل الأدب العربي اتسمت بالمرارة وأيضاًَ بتناول مواضيع كانت أكثر الأقلام تحجم عن تناولها.
وجاءت حرب تشرين ردت الروح للمجتمع العربي وأعادت إليه الثقة بنفسه، لكن عملية الخالصة وأبطال الخالصة فجروا مكامن الكبرياء العربي وأرجعوا البطل العربي إلى أرضنا وشمسنا وشعبنا وأمتنا وإن كانت حكايا البطل العربي قد تناولت الفرد البطل فإن الخالصة جسدت «البطولة العربية» حيث وزعتها بين بطل عراقي، وآخر سوري، وثالث فلسطيني..
ومن هنا كان رد الفعل العربي عارماً شاملاً من المحيط إلى الخليج فعلى امتداد الرقعة العربية لم يبق كاتب أو شاعر أو فنان إلا وتناول أبطال الخالصة.. وعملية الخالصة.
- الرباط نشرت الصحف المغربية تحت عناوين ضخمة وفي صدر صفحاتها الأولى لبرقيات التي أوردتها وكالات الأنباء العالمية حول الغارة الفلسطينية ضد مستعمرة كريات شمونة ووصفتها بأنها أكبر عملية مدوية منذ حرب العاشر من رمضان صحف المغرب 12/4/1974م.
- الجزائر: وصفت صحيفة «المجاهد» العملية بأنها «عمل بطولي» وقد خصصت الصحيفة الرسمية مكاناً كبيراً لهده العملية.
- تونس: أشارت صحيفة "الصباح" إلى "نضال" لكنها لم تعقب عليها– المجاهد 12/3/1974م التحرير الذي تخوضه الثورة الفلسطينية بالفعل منذ يناير 1965 مستمراً إلى اليوم بصورة فعالة وداخل تشكيلات العدو نفسها على الرغم من الإمكانيات العسكرية الهائلة التي يملكها " – الصباح 12/4/1974م.
- طرابلس الغرب: وصفت الإذاعة الليبية العملية الفدائية ضد مستوطنة كريات شمونة الإسرائيلية بأنها «تطور إيجابي في ساحة العمل الفدائي» وأضافت«أن العملية خطوة في الاتجاه الصحيح للتأكيد على المفهوم الحقيقي للعمل الفدائي الذي ينبغي أن يتجه أساساً وبشجاعة داخل فلسطين المحتلة وليس إلى خطف الطائرات المدنية الذي يضر بالقضية الفلسطينية» تعليق إذاعة طرابلس.
- القاهرة وصفت الصحف هذه العملية بأنها «بالغة الجرأة» وأنها هجوم انتحاري، وأن إسرائيل واجهت بهذه العلمية يوماً عصيباً آخر في تاريخها وفي ظل الأزمة الوزارية الموجودة حالياً هناك والتي أحدثتها حرب تشرين الأول المجيدة وأشارت صحيفة «الأهرام» إلى أن هذه العملية جاءت في ذكرى الهجوم على بيروت في العام الماضي الأهرام – الجمهورية – المساء 12-4-1974.
- دمشق: في صدر الصفحات الأولى وصفت «البعث» و«الثورة» رسالة الأبطال للرئيس حافظ الأسد وركزت على النوعية الجديدة والجرأة التي تفذت بها العملية – البعث – الثورة 12-4-1974.
- بغداد: أيضاً في صدر الصفحات الأولى نشرت «الجمهورية» رسالة أبطال الخالصة إلى الرئيس أحمد حسن البكر وتناقلت الأخبار التي وزعتها وكالات الأنباء وركزت على البطولة في الخالصة.
- الكويت: في الكويت اهتمت الصحف الكويتية بعملية "كريات شمونة" وأبرزتها في صدر صفحتها الأولى وعناوينها الرئيسية ودارت تعليقات حول هذا الموضوع فكتبت صحيفة "الرأي العام" تقول "مرة أخرى أكدت الثورة الفلسطينية قدرتها على الحركة وتوجيه الضربات للعدو الصهيوني حيثما وجد أو تواجد أما على المستوى الجماهيري فيكفي أن نذكر أن الجنازات الرسمية في دمشق، بيروت، وبغداد التي أقيمت للأبطال سار فيها الألوف وهم يهتفون لأبطال الخالصة ولمدرسة النضال الجديدة ومرة أخرى فإن الذي فجرته الخالصة في النفس العربية لا يمكن أن يحصى وحسبنا من ذلك ما فجرته في نفس الأديب العربي عموماً وعلى مستوى الجماهير التي وقفت تعتبر الخالصة بداية مرحلة ما بعدها يقاس نسبة لها.

ردود الفعل على العملية في صحف العدو:
وقف شلومو هيليل وزير شرطة العدو يهدد ويتوعد قائلاً: «أريد أن أخاطب الفدائيين وأقول أن باستطاعتنا الوصول إليهم في كل مكان كانوا إننا لن نلقي أسلحتنا إلا بعد أن نحيل كل واحد إلى القضاء..» لكنه لم يكمل خطابه ولم يكمل تهديده فقد رشق بالحجارة والتراب وسارعت الشرطة لإنقاذ وزيرها وإبعاده عن الجمهور الغاضب..
ولم يكن هذا الرد الوحيد على تهديد ووعيد شرطة العدو فلم تمض شهور حتى جاءته معالوت، وتبعها نهاريا وأم العقارب ثم.. ثم..
هاآرتس: إن مذبحة كريات شمونة هي تذكير مؤلم لنا بالحقائق القائمة وبنوعية العدو الذي نواجهه.
أما موشي دايان بطل العدو الأسطوري فلم يستطيع مواجهة الجمهور ولقد كان حين الخالصة وزيراً للدفاع بل لجأ إلى مبنى يحتمي به ومع ذلك فلقد اضطر الجيش لإنقاذه بعد أن كسر الجمهور الغاضب الأبواب ورشق النوافذ بالحجارة والوحول أما على مستوى الشارع في فلسطين المحتلة والجمهور الصهيوني فقد قالت امرأة تصف حالة الرعب والقلق الذي نتج عن عملية الخالصة ما يلي: ما هذا النوع من الحياة كل يوم يوقظني زوجي من النوم ونذهب إلى الملجأ.."
أما الصحافة المعادية فلقد ركزت كثيراً على الانتقام لكنها لم تستطع إخفاء الهلع..
هاآرتس: «إن مذبحة كريات شمونة هي تذكير مؤلم لنا بالحقائق القائمة وبنوعية العدو الذي نجابهه وبضرورة إعادة تنظيم توازننا العقلي الجماعي بدلاً من أن تركز إسرائيل اهتماماتها على مشكلاتها الداخلية بصورة كلية إننا نمر بأقسى ساعات تاريخنا إذ نعيش بال حكومة وبلا رئيس للأركان، وليس هناك مزيد من الوقت لكي نضيعه» 12-4-1974 هاآرتس.
دافار: "إن مذبجة كريات شمونة تتجاوز من حيث ما تنطوي عليه كل ما أقدم عليه الفلسطينيون حتى الآن إن هذه العملية تتطلب رداً واضحاً قوياً وفعالاًَ 12-4-1974 دافار.
الخالصة أصبحت مدرسة.. وكثر عدد الخريجين..
وكما يحدث عادة.. فقد حركت الصهيونية أذنابها في العالم ففي باريس أصدرت الحركة الصهيونية بياناً شجبت فيه العملية وفي بون ناشد المجلس المركزي لليهود الرئيس الألماني الغربي التدخل لمنع تكرار كريات شمونة جديدة وفي نيويورك أبرقت التجمعات الصهيونية إلى كورت فالدهايم مستنكرة طالبة منع تكرار مذابح أخرى..
وانقلب السحر على الساحر..كنا نحن نتظاهر ضد الاعتداءات الصهيونية وكنا نبرق نناشد بالتدخل لوقف الإرهاب الصهيوني والآن دارت الدوائر..أبطال الخالصة
بالتأكيد، أبطال الخالصة يتجددون يومياً ويتحدون مع أبطال كل العمليات الفدائية الخاصة التي تلت.. فلم يكن أبو هادي، ولا أبو خالد، ولا أبو شاكر، يشكون لحظة أنهم زوبعة في فنجان..
أبداً كانوا يعتقدون ويؤمنون بأنهم أول ضربة معول وأنهم أول خطوة في الطريق الطويل وأن بعدهم سيأتي الأبطال ولم يكن هذا الإيمان وهماً بل كان حقيقة وتفجرت داخل الأرض المحتلة حسب إحصاءات العدو ست عمليات بفترة أقل من سنة وكان لهذه العمليات نفس طابع الخالصة المميز وإن اختلفت في الأسلوب لكنها كلها بنفس خط الخالصة العسكري وبرز من شعبنا بل من أمتنا من يؤكد تجدد أبطال الخالصة ويجعلهم يعيشون في قلب كل عملية من نفس النوع والطبيعة.
" لا خوف من الحاضر، ولا رهبة من المستقبل، أحبكم يا أطفال بلادي ولذا سأصنع لكم طريق الفرح فحافظوا عليه وقدموه هدية لمن يأتي بعدكم.

## الثقافة الشعبية
كانت فيروز قد غنّت أغنيَّة «وحدن» من تأليف الشاعر اللبناني طلال حيدر، ولحنها زياد الرحباني، حيث يروي الأخير بأنه «اعتاد الشاعر طلال حيدر شرب فنجان قهوته الصباحي والمسائي على شرفة منزله المطلة على غابة تقع على مقربة من منزله. مرّت فترة من الزمن عندما كان طلال حيدر يشرب قهوته الصباحيّة، وهو يلاحظ دخول ثلاثة شبان إلى الغابة في الصباح، وخروجهم منها مساءً، وكلما دخلوا و خرجوا سلموا على طلال. كان هو يتساءل: ماذا يفعل هؤلاء الشبان داخل الغابة من الصباح إلى المساء؟ إلى أن أتى اليوم الذي ألقى الشبان التحية على طلال حيدر في الصباح ودخلوا الغابة، وفي المساء خرج طلال حيدر ليشرب قهوته لكنه لم يرَ الشبان يخرجون، فانتظرهم لكنهم لم يخرجوا، فقلق عليهم، إلى أن وصله خبر يقول: إن ثلاثة شبان عرب قاموا بعملية فدائية وسط الكيان الصهيوني، وعندما شاهد صور الشبان الثلاثة فوجئ أن الشبان الذين استشهدوا هم أنفسهم الشبان الذين اعتاد أن يتلقى التحية منهم في الصباح والمساء».